# Aisjaure
Aisjaure (auch Ajsjávrre) ist ein See in der Gemeinde Arjeplog im Norrbottens län in der schwedischen historischen Provinz Lappland. Der unregelmäßig geformte See liegt auf einer Meereshöhe von 420 m ö.h., ist 33,98 km² groß und entwässert zum Skellefte älv. Er steht mit anderen Seen in Verbindung, darunter dem Uddjaure; sein Spiegel schwankt wegen der Nutzung zur Energiegewinnung zwischen 418 und 420 m. Das Wasser des Sees ist durch bleihaltige Einträge aus einer Deponie der früheren Bleierzgrube Laisvallgruvan verunreinigt. Am Nordostufer des Sees führt der Riksväg 95 entlang, der auch als Silberweg bekannt ist.